# Hartmut Rosa
Hartmut Rosa (* 15. srpna 1965 Lörrach) je německý sociolog, politolog a esejista. Věnuje se sociologii času a navazuje na frankfurtskou školu.
Vystudoval germanistiku a filozofii na Freiburské univerzitě. Doktorát získal v roce 1997 na Humboldtově univerzitě za dizertační práci o Charlesi Taylorovi. Učí na Jenské univerzitě, kde získal v roce 2005 profesuru. Od roku 2013 je ředitelem Max-Weber-Kolleg na univerzitě v Erfurtu. Jako hostující profesor spolupracuje s newyorskou The New School. Je editorem časopisu Berliner Journal für Soziologie. Spolupracuje také s Německou výzkumnou nadací. Jeho koníčkem je hra na varhany.
Rosa se ve své vědecké práci zabývá filozofií vědy a sociální kritikou. Klíčovou pozornost věnuje otázkám komunitarismu, zdůrazňuje důstojnost pracujících a právo na odpočinek. Společnost 21. století charakterizuje termínem rasender Stillstand (zběsilá strnulost). Lidé jsou v ní stresováni tím, že se musejí stále přizpůsobovat nějakým změnám, avšak ve svých životech nevidí žádný zásadní pokrok. Přišel tak s teorií rezonance, v níž vychází z Ericha Fromma. Podle této koncepce, kterou nastínil v knize Beschleunigung und Entfremdung, se jednotlivci a jejich společenské prostředí navzájem neustále ovlivňují, avšak v moderním světě dochází k narušení těchto přirozených vazeb a tím vzniká pocit odcizení s různými patologickými projevy. Řešení těchto problémů vidí Rosa ve zpomalení a nerůstu.
Získal čestné doktoráty Univerzity humanitních věd v Utrechtu a Aarhuské univerzity. V roce 2018 mu byla udělena Cena Ericha Fromma a v roce 2020 byl přijat do společnosti Academia Europaea. Le Nouveau Magazine Littéraire ho zařadil na svůj seznam „35 myslitelů, kteří ovlivňují svět“.
Podepsal otevřený dopis proti německé ministryni školství Bettině Starkové-Watzingerové, která byla obviněna ze snahy omezovat akademické svobody.